# 撥號盤

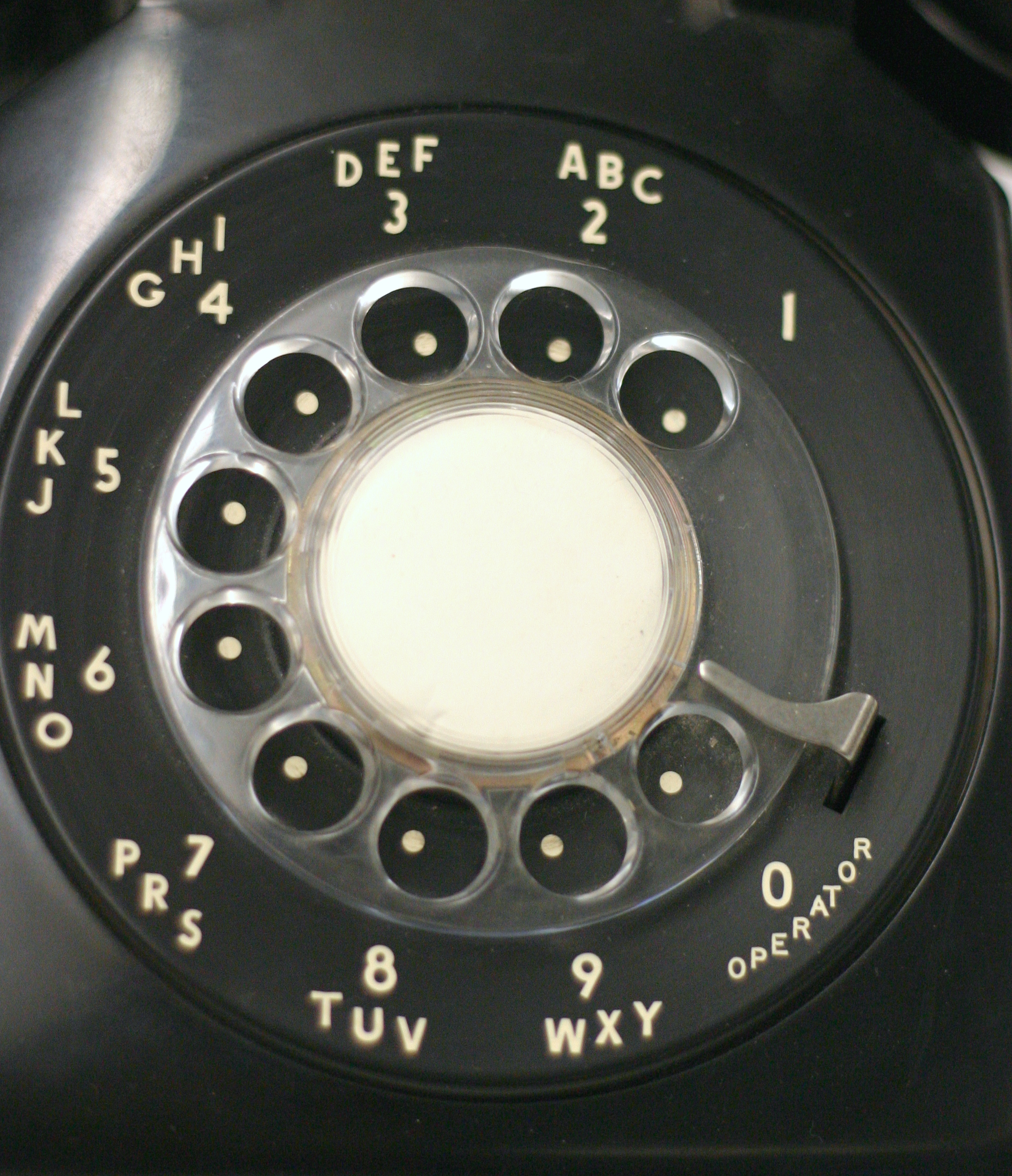

撥號盤是旋轉式电话机的一个部件，它能实现电信中的脉冲拨号的信令技术。人們在打電話時通過撥號盤選擇的电话号码可以被传送给电话交换机。1892年11月29日，阿尔蒙·斯特罗格成功申請了第一个與拨号盘有關的专利。从20世纪70年代开始，旋转式拨号盘逐渐被電話按鍵所取代。